# Star Alliance

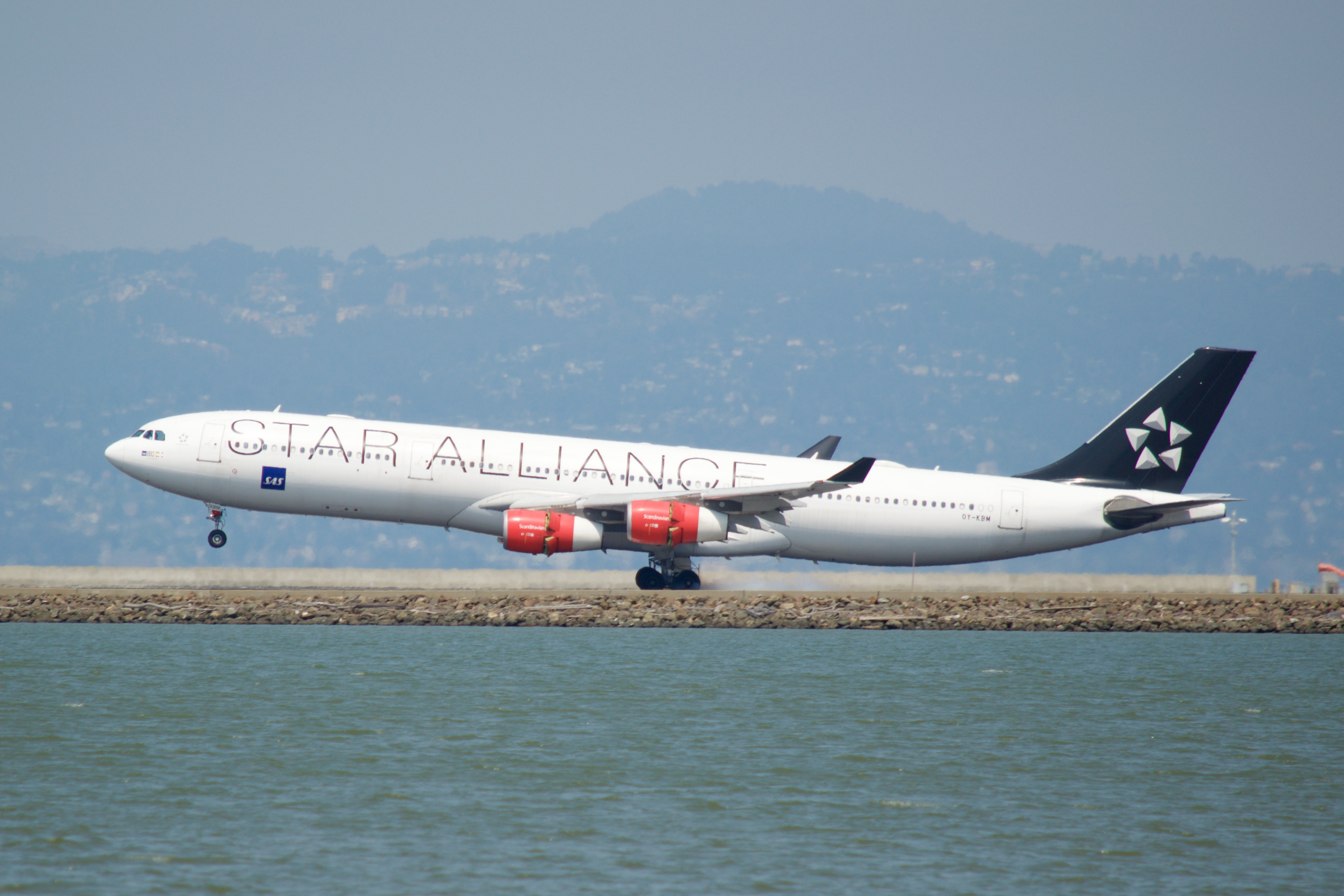
Airbus A340-313 Scandinavian Airlines ve zbarvení Star Alliance

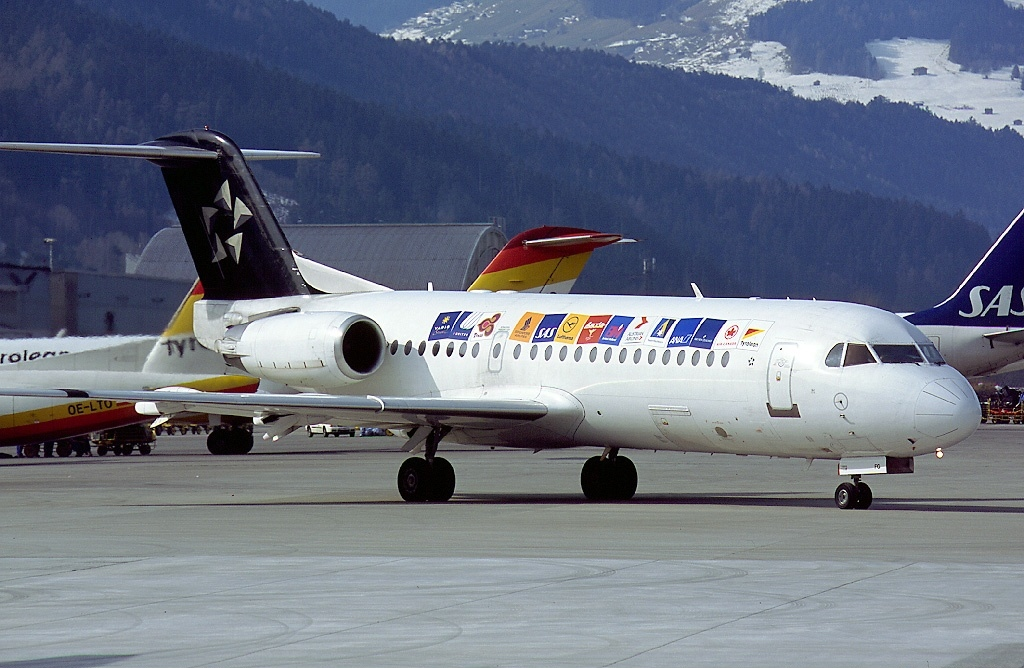
Staré barvy aliance Star Alliance na letadle zaniklých Tyrolean Airways (Fokker 70, 2003)

Star Alliance je v současnosti největší aliance leteckých společností. Založena byla v roce 1997 jako nejstarší aliance na principu spolupráce mezi leteckými společnostmi. Zakládajícími členy byly Air Canada, Lufthansa, Scandinavian Airlines, Thai Airways a United Airlines. Těchto 5 společností symbolizuje i znak Star Alliance. Sídlo je v německém Frankfurtu nad Mohanem.

## Členové
Členové v roce 2016, cestující mil/rok, flotily, destinace a zaměstnanci – data pochází z roku 2013.
| Letecká společnost           | Vstup | Cestující mil./rok | Flotila | Destinace | Zaměstnanci |
| ---------------------------- | ----- | ------------------ | ------- | --------- | ----------- |
| Aegean Airlines              | 2010  | 6,5                | 29      | 34        | 1 687       |
| Air Canada1                  | 1997  | 33,0               | 354     | 180       | 26000       |
| Air China                    | 2007  | 46,24              | 308     | 143       | 24474       |
| Air India                    | 2014  | 22,48              | 121     | 86        | 10877       |
| Air New Zealand              | 1999  | 13,1               | 102     | 53        | 10500       |
| All Nippon Airways           | 1999  | 43,0               | 232     | 74        | 33000       |
| Asiana Airlines              | 2003  | 14,7               | 71      | 89        | 9073        |
| Austrian Airlines            | 2000  | 11,2               | 81      | 130       | 6000        |
| Avianca                      | 2012  | 23,1               | 143     | 85        | 15400       |
| Brussels Airlines            | 2009  | 6                  | 44      | 70        | 3500        |
| Copa Airlines                | 2012  | 8,8                | 74      | 63        | 6925        |
| Croatia Airlines             | 2004  | 1,88               | 13      | 31        | 1110        |
| EgyptAir                     | 2008  | 7,14               | 79      | 78        | 9109        |
| Ethiopian Airlines           | 2011  | 3,7                | 48      | 80        | 6318        |
| EVA Air                      | 2013  | 7,5                | 61      | 63        | 6292        |
| LOT                          | 2003  | 4,6                | 35      | 54        | 2300        |
| Lufthansa1                   | 1997  | 65,43              | 407     | 217       | 39392       |
| Shenzhen Airlines            | 2012  | 18,3               | 104     | 67        | 10052       |
| Singapore Airlines           | 2000  | 18,29              | 106     | 63        | 14515       |
| South African Airways        | 2006  | 6,64               | 49      | 39        | 9223        |
| Swiss International Airlines | 2006  | 15,3               | 90      | 70        | 7644        |
| TAP Portugal                 | 2005  | 9,8                | 71      | 77        | 7055        |
| Thai Airways International1  | 1997  | 18,4               | 91      | 72        | 25848       |
| Turkish Airlines             | 2008  | 39,1               | 220     | 232       | 15857       |
| United Airlines1             | 1997  | 136,0              | 1252    | 374       | 87571       |

1 zakládající člen

## Bývalí členové
| Letecká společnost   | Vstup | Ukončení | Důvod                                                                                   |
| -------------------- | ----- | -------- | --------------------------------------------------------------------------------------- |
| Adria Airways        | 2004  | 2019     | Vyhlášení insolvence 30. září 2019                                                      |
| Ansett Australia     | 1999  | 2001     | Vyhlášení insolvence 12. září 2001                                                      |
| Blue1                | 2004  | 2012     | Plné začlenění do struktury SAS 1. listopadu 2012                                       |
| BMI                  | 2000  | 2012     | Přechod do vlastnictví International Airlines Group (British Airways) 20. dubna 2012    |
| Continental Airlines | 2009  | 2012     | Sloučení s United Airlines 3. března 2012                                               |
| Mexicana             | 2000  | 2004     | Ukončení spolupráce s United Airlines 31. března 2004                                   |
| SAS1                 | 1997  | 2024     | Přestup do SkyTeamu 1. září 2024                                                        |
| Shanghai Airlines    | 2007  | 2010     | Sloučení s China Eastern Airlines a přestup do SkyTeamu 31. října 2010                  |
| Slovenské aerolinie  | 2005  | 2007     | Vyhlášení insolvence 2. března 2007                                                     |
| Spanair              | 2003  | 2012     | Vyhlášení insolvence 27. ledna 2012                                                     |
| TAM Airlines         | 1997  | 2007     | Finanční problémy, vyřazení z aliance 31. ledna 2007, spojení s LAN Airlines (Oneworld) |
| TACA Airlines        | 2012  | 2013     | Sloučení s Aviancou 28. května 2013                                                     |
| US Airways           | 2004  | 2014     | Sloučení s American Airlines (člen Oneworld)                                            |